# Albert Paulin
Pour les articles homonymes, voir Paulin.
Albert Paulin, né le 21 novembre 1881 à Levet (Cher) et mort le 30 octobre 1955 à Sayat (Puy-de-Dôme), est un homme politique français.

## Biographie
Engagé très jeune dans le syndicalisme et les mouvements socialistes, dans le Cher, puis dans la Charente, il s'installe en 1905 dans le Puy-de-Dôme, où il déploie une grande activité politique et syndicale. En 1919, il est l'un des cofondateurs du quotidien La Montagne. Après deux candidatures malheureuses en 1914 et 1919, il est député socialiste du Puy-de-Dôme de 1924 à 1940. Il est conseiller général du canton de Clermont-Ferrand-Est.
Secrétaire de la Chambre en 1935, il en est élu vice-président en 1936. Le 10 juillet 1940, il vote les pleins pouvoirs au maréchal Pétain.